# ひめルビー
ひめルビーは愛媛県で開発された柑橘類の一種で、ブラッドオレンジの「モロ」と「太田ポンカン」のキメラ柑橘である。品種登録名は「エクリーク65」

。

## 特徴
この品種は1998年に愛媛県松山市において、「モロ」に「太田ポンカン」の珠心胚実生を接ぎ木した接合部に発生した周縁キメラから育成を開始し、その後2008年に品種登録したものである。
果形は扁球で、果実はやや重く、果皮の色は濃橙及び橙赤である。果肉の色は赤紫で果汁の量は中。皮はむき易く、じょうのう膜は薄く、種はほとんどないので、「ポンカン」と同様手軽に食べることができる。育成地である愛媛県松山市では12月下旬に成熟する。
機能性成分である、アントシアニンとβ-クリプトキサンチンを豊富に含んでいる。柑橘類でアントシアニン色素を含むのは、以前はブラッドオレンジしかなかったため、この色素の健康機能性と、「ポンカン」の食べやすさを兼ね備えた初の柑橘類と言える
。
同じ育成者が品種登録した他のキメラ柑橘に、「エクリーク15」、「エクリーク34」、「エクリーク71」、「エクリーク55」、「エクリーク52」、「エクリーク118」がある。

## 松山市の取り組み
松山市は2012年現在、地域活性化のために構造改革特区・地域再生制度に積極的に取り組んでおり、「ひめルビー」は地域再生計画として認定された「健康志向高品質かんきつ産地形成による再生計画」のスキームの中で開発されたものである。